# La Huacana
La Huacana es una localidad del estado mexicano de Michoacán, cabecera del municipio homónimo.
La localidad está ubicada a 105 km de la capital del estado, en las coordenadas 18°57′46″N 101°48′32″O / 18.96278, -101.80889, a una altitud de 479 m s. n. m.
La Huacana tiene una superficie de 3.98 km². Según el censo de 2020, la población es de 9643 habitantes, lo que determina una densidad de 2423 hab/km².
Está clasificada como una localidad de grado medio de vulnerabilidad social. La población de La Huacana está mayoritariamente alfabetizada (al 2020 solo el 6.01 % de las personas mayores de 15 años eran analfabetas) con un grado de escolarización promedio en torno a los 8.5 años.
Las principales actividades económicas son la agricultura, la ganadería y la pesca.